# Толстой-Юрт
Толсто́й-Юрт (чечен. Девкар-Эвла) — село в Чеченской Республике России. Названо в честь выдающегося русского писателя и мыслителя Льва Толстого.
Административный центр Грозненского муниципального района (с 21 июня 2021 года), соответствующего административного района и Толстой-Юртовского сельского поселения.

## География

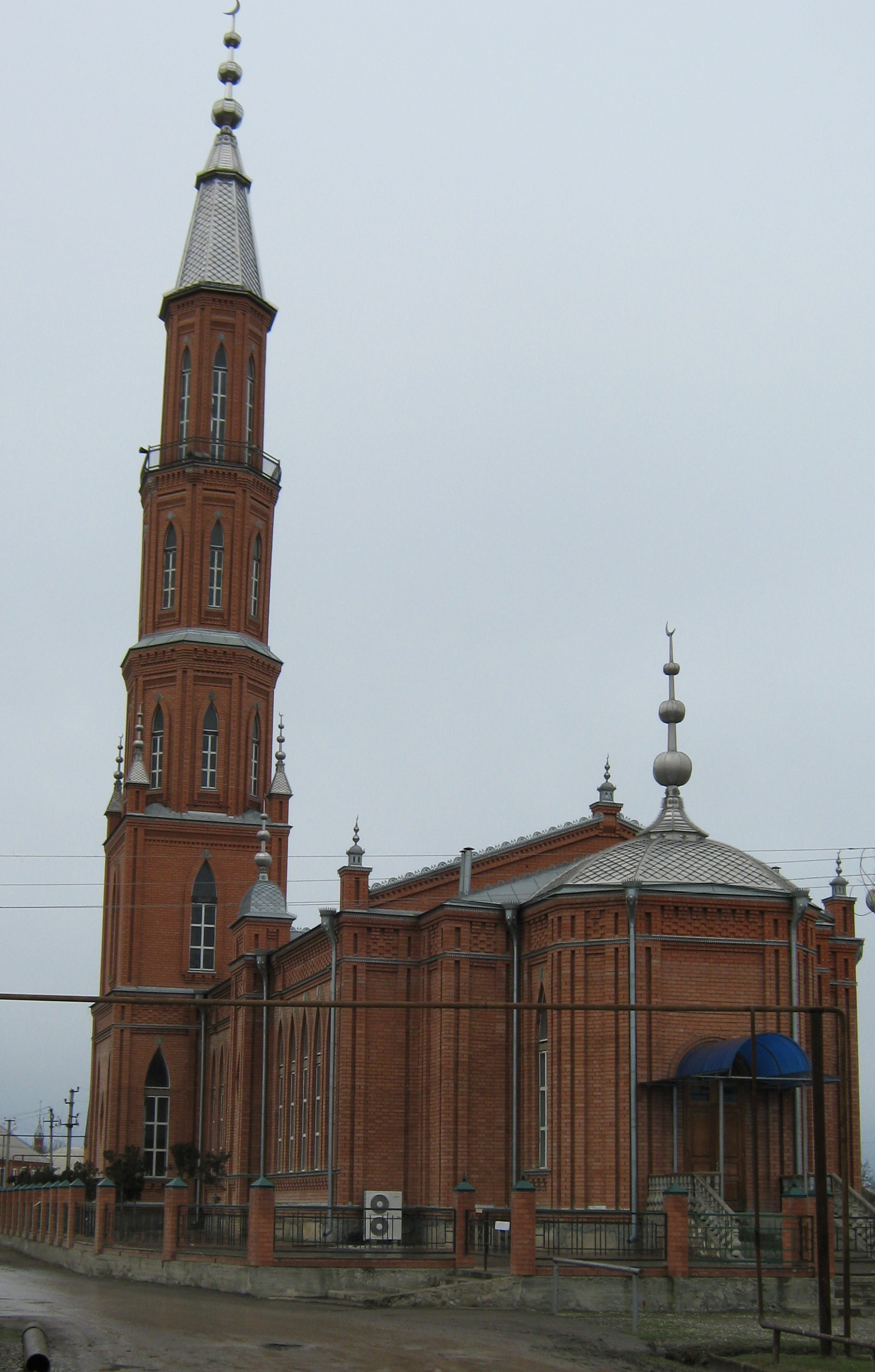
Центральная мечеть села

Село расположено у северного подножья Терского хребта, в 12 км к северо-востоку от города Грозный.
Ближайшие населённые пункты: на севере — станица Николаевская и посёлок Набережный, на северо-востоке — село Виноградное, на юго-востоке — село Петропавловская, на юге — село Горячеисточненская, на юго-западе — село Алхан-Чурт (ныне в составе города Грозный) и на северо-западе — село Правобережное.

## История

### В древности
ООО «Кубаньархеология» совместно с Институтом археологии РАН в марте 2020 года выявили ряд объектов культурного наследия:
- городище кобанской культуры «Толстой-Юрт — 1» (в научной документаци — Горячеводское 2-е городище)
- городище кобанской культуры «Толстой-Юрт — 2»
- городище кобанской культуры «Толстой-Юрт — 3»
- городище кобанской культуры «Толстой-Юрт — 4»
- курганные группы «Толстой-Юрт — 1» (2 насыпи)
- курганный могильник «Правобережное — 1» (15 насыпей)
- курган «Толстой-Юрт — 2»
- курган «Толстой-Юрт — 3»

#### Городище «Толстой-Юрт — 2»
Располагается у подножья Терского хребта и включает в себя северную и южную цитадели. Южная частично срезана и уничтожена грунтовыми дорогами. Площадь занимаемая городищем — 125 на 124 метра. Памятник культурного наследия относится к кобанской культуре и предварительно датируется скифским периодом.

#### Городище «Толстой-Юрт — 3»
Выявлено в 2020 году. Располагается у подножья Терского хребта и включает в себя три участка: западный, центральный и восточный, они окружены оборонительным рвом. Также имеются два оборонительных сооружения южнее западной цитадели. Учёные относят памятник культурного наследия к кобанской культуре и предварительно датируется скифским периодом.

#### Городище «Толстой-Юрт — 4»
Выявлено в 2020 году. Расположено у подножья Терского хребта. Включает в себя цитадель, и оборонительный ров вокруг неё. Предположительно памятник кобанской культуры и предварительно датировано скифским временем.

### XVIII—XIX века
Согласно «ЭСБЕ», селение Толстой-Юрт (Старый Юрт) было основано в 1705 году. В составе Российской империи относилось к Грозненскому отделу Терской области. В XIX веке селение упоминается в различных документах.
До середины XIX века в селе возвышалась боевая башня.

### XX—XXI века
До 1 августа 1934 года селение Старый Юрт входило в Надтеречный район.
1 августа 1934 года ВЦИК постановил «образовать в Чечено-Ингушской автономной области новый Грозненский район с центром в городе Грозном, включив в его границы: в) селение Старый Юрт Надтеречного района».
С 1944 по 1958 года, в период депортации чеченцев и ингушей и упразднения Чечено-Ингушской АССР, село носило название — Толстово.
В 1977 году Указом Президиума ВС РСФСР было переименовано в село Толстой-Юрт.
Село известно как место рождения и деятельности мусульманского проповедника Докку (Абдул-Азиза) Шаптукаева, устазом (духовным учителем) которого был Элах Мулла, тот же, что и у Дени Арсанова. Также село Толстой-Юрт известно как место рождения российского политического деятеля Руслана Хасбулатова и как место гибели Аслана Масхадова.

## Население
В 1822 году здесь жили представители чеченских тайпов: чермой (58 семейств), нашхой (выходцы из Чармахой — 62 семейств), энгеной (42 семейств), зандакой (84 семейств), кей (34 семейств), ауховцы (45 семейств). Так же тут фиксируют и другие чеченские тайпы: аккий шуоной, харачой, курчалой, цонтарой, чантий, терлой, чинхой, пешхой.
| 1970 | 1979  | 1990  | 2002  | 2010  | 2021    |
| ---- | ----- | ----- | ----- | ----- | ------- |
| 4286 | ↗5106 | ↗6205 | ↗7755 | ↗8097 | ↗10 318 |

Национальный состав
По данным Всероссийской переписи населения 2010 года:
| № | Национальность | Численность, чел. | Доля    |
| - | -------------- | ----------------- | ------- |
| 1 | чеченцы        | 8055              | 99,48 % |
| 2 | другие         | 42                | 0,52 %  |

## Образование
- Толстой-Юртовская муниципальная средняя общеобразовательная школа № 1[26].
- Толстой-Юртовская муниципальная средняя общеобразовательная школа № 2[27].

## Известные уроженцы

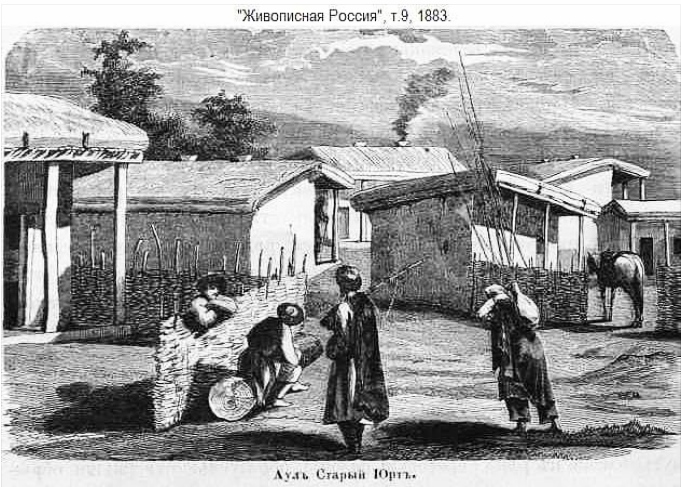
Аул Старый-Юрт XIX век

- Татаев Ваха Ахмедович (1914—1977) — народный артист Чечено-Ингушской АССР, депутат Верховного Совета Чечено-Ингушской АССР, министр культуры Чечено-Ингушской АССР;
- Умханов Шарип Исаевич (1981) — российский певец.